# Fort Lomboko
Das Fort Lomboko war ein vor 1839 durch spanische Kolonialisten errichtetes Fort an der Küste des heutigen Sierra Leone. Es diente dem Sklavenhändler Pedro Blanco als Stützpunkt. Es bestand aus mehreren Festungen, Lagern und Sklaven-Baracken (spanisch Barracoon).
Die Anlagen befanden sich auf verschiedenen Inseln im Fluss Gallinas (heute häufig mit dem Moa gleichgesetzt), unweit von Sulima. Scheinbar war mit Gallinas hingegen ein Fluss nördlich des Sulima (Moa) gemeint, der dann aber keine direkte Verbindung zur Ortschaft Sulima zulassen würde.
Spanische Sklavenhändler kontrollierten dieses Gebiet der Britischen Kolonie Britisch-Westafrika. Um 1839 wurden bereits 2000 Sklaven pro Jahr von Lomboko verschifft. 1849 wurde das Fort von der Royal Navy und Royal Marines angegriffen und komplett zerstört.

## Filmische Rezeption
Das Fort und der Sklave Sengbe Pieh spielen in dem 1997 veröffentlichten Film Amistad von Steven Spielberg eine wichtige Rolle.